# Збройні сили Малайзії
Збройні сили Малайзії (малай. Angkatan Tentera Malaysia) — військова організація Малайзії, призначена для захисту свободи, незалежності та територіальної цілісності держави. Складаються із сухопутних військ, військово-морських та військово-повітряних сил.

## Історія

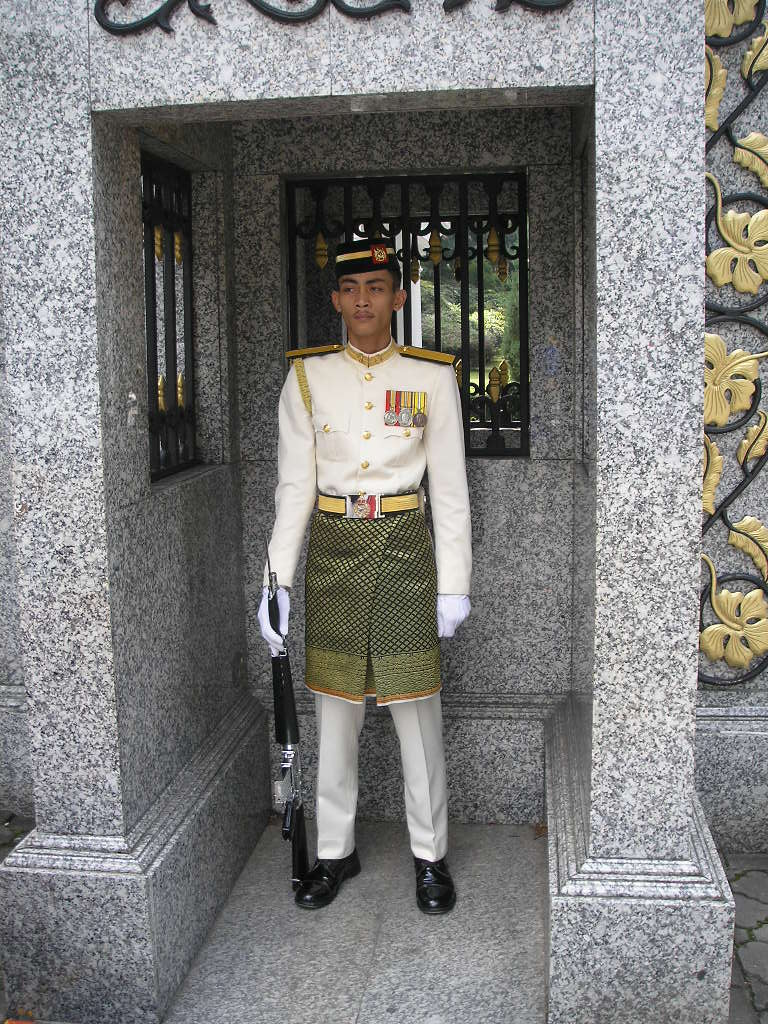
Королівський караульний біля головних воріт Istana Негара, Куала-Лумпур

Перші малайські військові частини з'явилися на початку ХХ століття в період британського колоніального правління. 23 січня 1933 Федеральна рада об'єднаних малайських держав дав указ про створення першого Малайського стрілецького полку. 1 березня 1933 з 25 добровольців зформована перша навчальна рота, командиром став британський майор Mcl S. Bruce з Лінкольншірського полку. 
До 1 січня 1935 чисельність навчальної роти Малайського полку склала 150 рекрутів.
1 січня 1938 сформований перший батальйон, а в грудні 1941 — другий батальйон.
Перше бойове хрещення Малайський полк отримав 14 лютого 1942 в обороні «Опіумних пагорбів» проти японської армії.
1 вересня 1952 створено Федеральний підрозділ розвідки.
8 грудня 1986 — остаточне формування Королівських сухопутних військ.

## Склад збройних сил

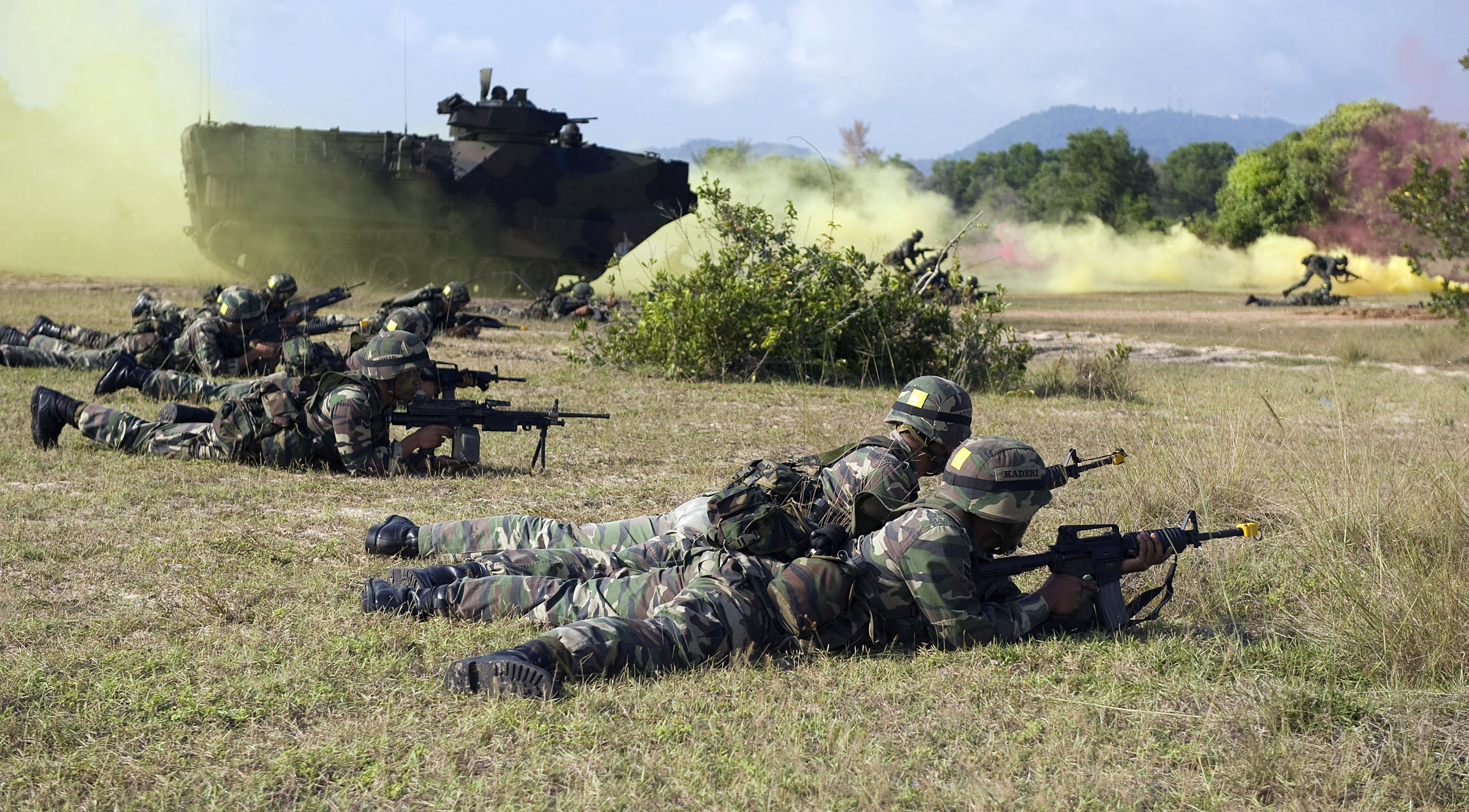
Солдати з 9-го Королівського Малайського полку з карабінами M4 провели навчання з американськими морськими піхотинцями під час висадки амфібії в останній день навчань КАРАТ Малайзії 2009.

### Сухопутні війська
Сухопутні війська Малайзії, що складаються з 17 корпусів, розділені на 4 округи, 3 з яких розташовані на континенті, а 4-й в Східній Малайзії. Підрозділи спеціального призначення, 10-та парашутно-десантна бригада та армійська авіація є незалежними одиницями та підпорядковуються безпосередньо командувачу.

### Військові звання Сухопутних військ
Військові звання схожі з британськими, складаються з 17 чинів.
Офіцери
Офіцерський склад складається з 3 рівнів:
Старший офіцерський склад
- Підполковник (Leftenan Kolonel)
- Полковник (Kolonel)
- Бригадний генерал (Brigedier Jeneral)
- Генерал-майор (Mejar Jeneral)
- Генерал-лейтенант (Leftenan Jeneral)
- Генерал (Jeneral)

Польовий офіцер
- Майор (Mejar)

Молодший офіцерський склад
- Молодший лейтенант (Leftenan Muda)
- Лейтенант (Leftenan)
- Капітан (Kapten)

Старші командири
- Сержант (Sarjan)
- Штаб-сержант (Staff Sarjan)
- Ворент-офіцер (Pegawai Waran II, Pegawai Waran I)

Молодші командири
- Молодший капрал (Lans Koperal)
- капрал (Koperal)

Рядовий склад
- Рекрут (Rekrut)
- Рядовий (Prebet)

### Військово-морські сили

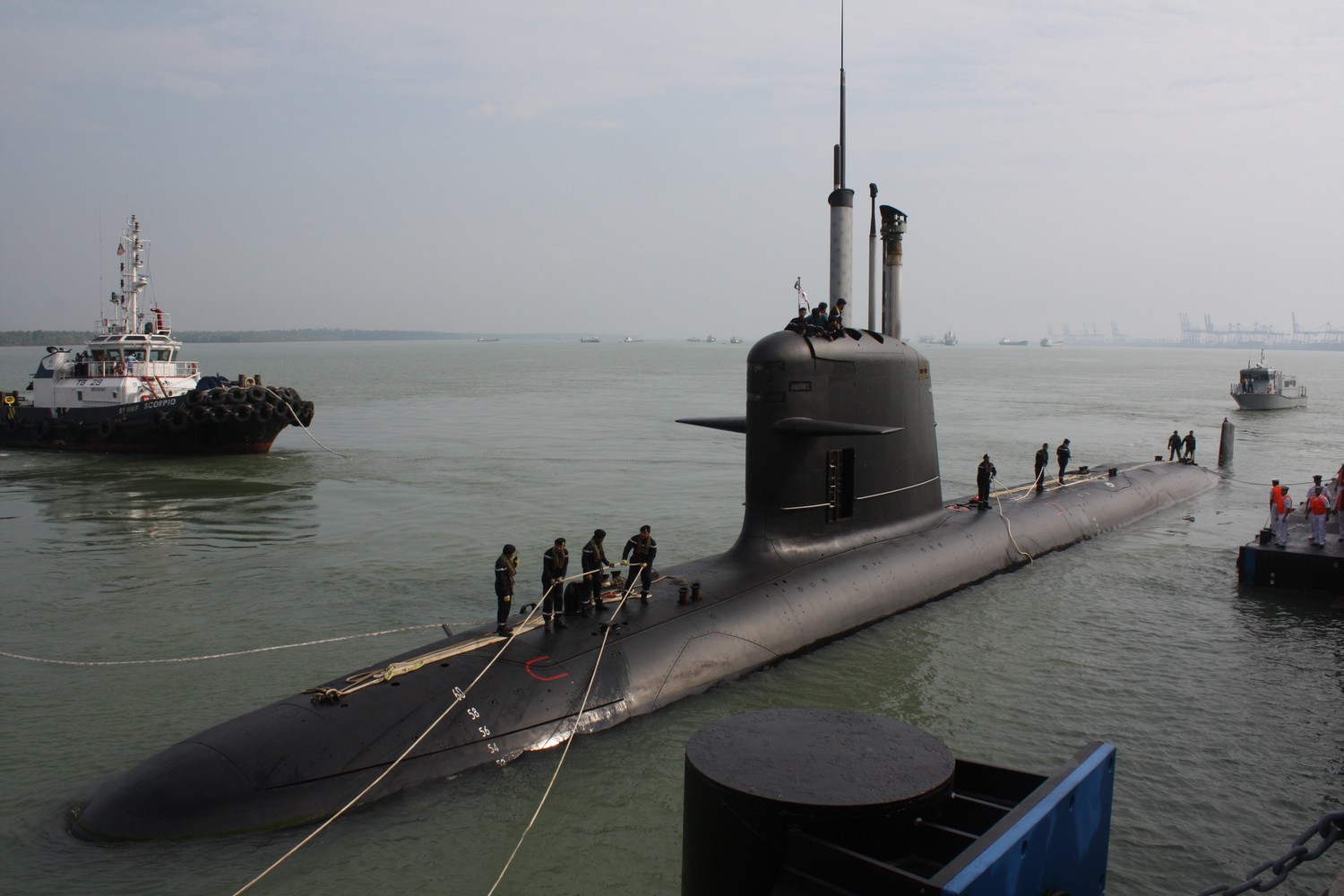
перший малайзійський підводний човен класу Scorpene під час західу на військово-морську базу в Порт-Кланг на околиці Куала-Лумпурі 3 вересня 2009.

Друга партія фрегатів класу Lekiu була скасована в 2009. Після завершення серії патрульних суден класу Кедах (програмам NGPV), Малайзія замовила шість суден другого покоління. Малайзія також прагне придбати ще 2 підводних човни класу Scorpene, а також партію багатоцільових кораблів підтримки (MPSS) і морський патрульний літак.

### Повітряні сили

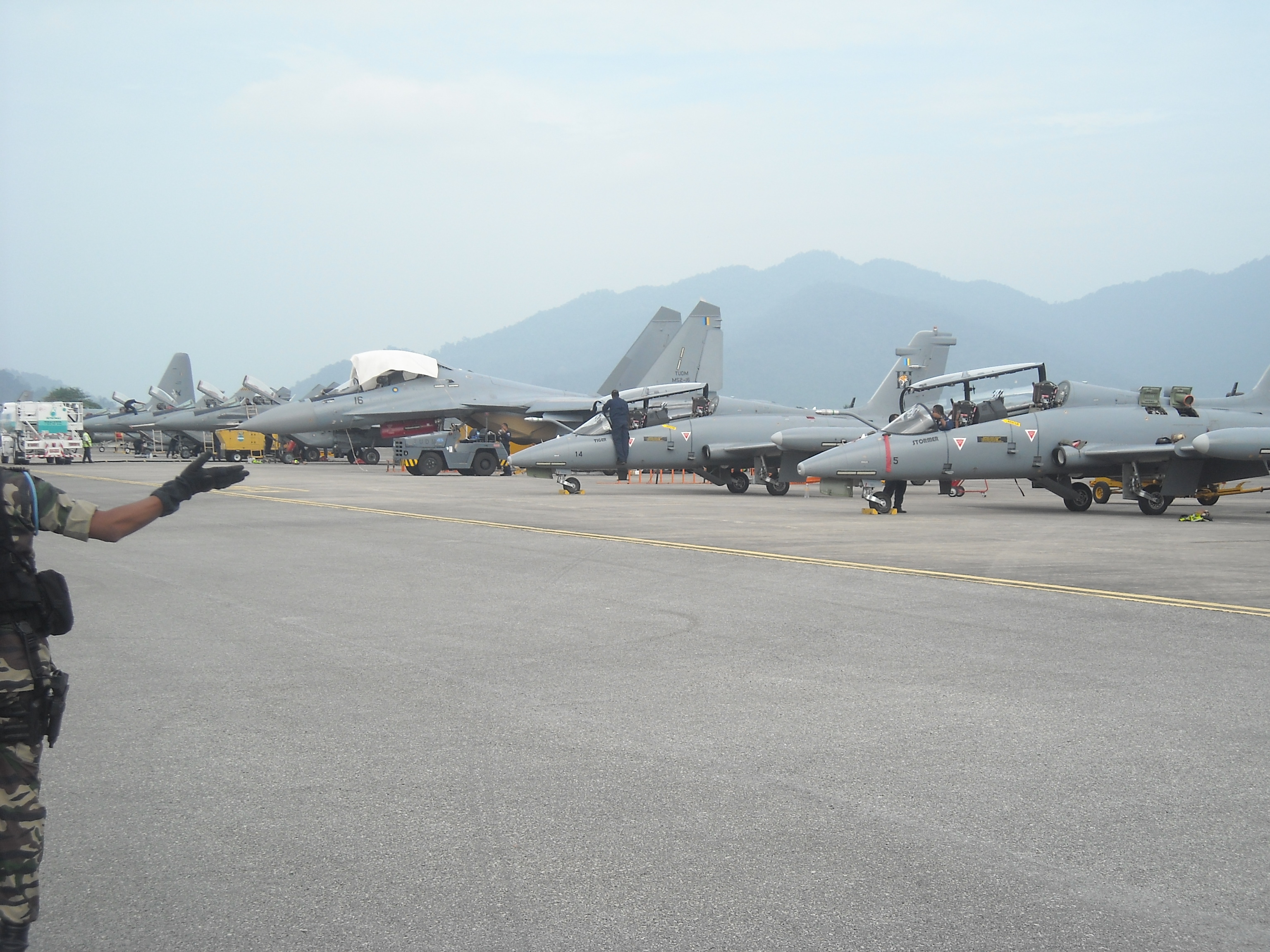
Су-30МКМ Фланкер, МіГ-29 та Aermacchi MB-339 Королівських ВПС Малайзії на Міжнародній морській та аерокосмічній виставці 2009 в Лангкаві

У закупівлі військової техніки TUDM традиційно орієнтується на Захід, в першу чергу на США. Проте, обмеження, запроваджене Сполученими Штатами на "нові технології" в регіоні, такі як AIM-120 AMRAAM (клас вистрілив-забув) та ракети класу "повітря-повітря" примусили TUDM розглянути покупки з Росії та інших нетрадиційних джерел.